# Marco Conti
Marco Conti (* 14. April 1969 in Rimini, Italien) ist ein Politiker aus San Marino.

## Biografie
Conti absolvierte nach einer Ausbildung zum Technischen Sachverständigen ein Studium des Maschinenbaus an der Universität Bologna. Im Anschluss war er von 1995 bis 2009 Direktor der Kraftfahrzeug-Zulassungsstelle (Ufficio Registro Automezzi) sowie zugleich von 2002 bis 2005 Staatlicher Koordinator des Ministeriums für Innere Angelegenheiten und Zivilschutz. Im März 2009 wurde er Generaldirektor der Behörde für Zivilluftfahrt und Schifffahrt.
Seine politische Laufbahn begann Conti, der seit 1992 Mitglied der Partito Democratico Cristiano Sammarinese (PDCS) ist, im Juni 2006 mit der Wahl zum Mitglied des Großen und Allgemeinen Rates (Consiglio Grande e Generale) und ist dort Mitglied des Innenpolitischen Ausschusses.
Conti wurde am 1. April 2010 neben Glauco Sansovini Capitano Reggente von San Marino.
Conti ist außerdem Präsident des Fußballvereins und dreimaligen Fußballmeisters (Campionato Sammarinese di Calcio) SC Faetano.